# Володимир-Роман Слоневський
Володимир-Роман Слоневський (30 жовтня 1909, Дрогобич — 1951, Балей, Забайкальський край) — священник УГКЦ, релігійний і громадський діяч, репресований.

## Життєпис
Народився 30 жовтня 1909 р. в Дрогобичі. Мати Ольга з роду Чачковських. Із дев'яти років мешкав у Львові при своєму дядькові Кокорузові і тітці Іванні (з дому Чачковській), бо рано осиротів. Батько його помер 1914 року, а мати 1919 року.
Його дядько Ілля Федорович Кокорудз (1857—1933) був відомим педагогом, професором, спричинився до розвитку української школи, належав до українських товариств, зокрема був дійсним членом Наукового Товариства ім. Шевченка, товариства «Просвіта», «Руського клубу», головою «Руської Бесіди», товариства «Рідна школа У. П. Т.», одним із засновників товариства «Учительська громада». Тітка Іванна була вчителькою народної школи, головою «Товариства руських женщин» (з 1932 р. — «Союз українок»), заклала «Фундацію Іллі й Іванни Кокорудзів», що сприяла розвитку українського шкільництва. Похована разом з чоловіком на Личаківському цвинтарі.
Володимир навчався в Академічній гімназії Львова, де 30 травня 1927 р. здав іспит зрілості. Від 1927 р. до 1931 р. навчався в духовній семінарії у Львові та отримав «кваліфікаційну табелю укінченого богослова» за підписом тодішнього ректора семінарії Йосипа Сліпого.
28 січня 1934 р. Володимир одружується із Мирославою Майковською, донькою греко-католицького пароха.
У грудні 1934 р. Володимир був рукоположений у сан іподиякона, потім диякона і пресвітера у Львові. У 1936 р. трагічно гине Мирослава Слоневська. Впродовж 1934–1937 рр. отець Володимир працював сотрудником при Церкві Юра у Львові.
З березня 1937 року був «введений як сотрудник в Олеську» і до 1944 р. допомагав Олександру Левицькому в духовній діяльності. Роботи було багато. Парох Олеська завідував тоді вже окремими парохіями Хватів і Юськовичі. Отець Володимир всі свої сили віддавав служінню громаді. Навчав релігії дітей в школі, проводив з ними екскурсії на Підлиську гору, історичними місцями, керував гуртком художнього читання та драматичним гуртком, організовував екскурсії для молоді до Львова, прощі до Унівського монастиря отців студитів. Разом із семінаристом Кіндратом Яцковим їздили на прощу в Підгорецький монастир отців Василіян.
У 1939 р. на прохання о. Володимира Слоневського шість монахинь згромадження сестер Витанок прибули до Олеська. Через деякий час там було вже 13 сестер Витанок. Вони опікувалися бідними і сиротами. Радянська влада 1945 року розігнала монастир.
Після псевдособору 1946 р. у Львові, який офіційно ліквідував Українську Греко-Католицьку Церкву, вона все ж продовжила своє життя у підпіллі. У 1946 р. о. Володимир Слоневський відслужив в Олеську свою останню Святу Літургію. Він відмовився прийняти московське православ'я, переїхав жити у Львів до сестри.
Наприкінці 1949 р. отця Володимира арештували та засудили до 25 років ув'язнення, яке відбував у Сибіру. Останнім місцем його ув'язнення було місто Балей у Забайкаллі, де добував золото у виправно-трудовому таборі, в якому ув'язнені працювали в нелюдських умовах. Там і передчасно пішов із життя отець Володимир-Роман Слоневський на 42-му році життя.